# Андрева

Андрева — река в России, протекает в Томской области. Устье реки находится в 2628 км по правому берегу реки Обь. Длина реки составляет 44 км.

## Данные водного реестра
По данным государственного водного реестра России относится к Верхнеобскому бассейновому округу, водохозяйственный участок реки — Обь от Новосибирского гидроузла до впадения реки Чулым, без рек Иня и Томь, речной подбассейн реки — бассейны притоков (Верхней) Оби до впадения Томи. Речной бассейн реки — (Верхняя) Обь до впадения Иртыша.
По данным геоинформационной системы водохозяйственного районирования территории РФ, подготовленной Федеральным агентством водных ресурсов:
- Код водного объекта в государственном водном реестре — 13010200712115200013220
- Код по гидрологической изученности (ГИ) — 115201322
- Код бассейна — 13.01.02.007
- Номер тома по ГИ — 15
- Выпуск по ГИ — 2